# Morley (Australia)
Morley è un sobborgo di Perth, in Australia Occidentale; è la sede del Local Government Area chiamato Città di Bayswater.

## Storia
Nella zona di Bayswater sono stati ritrovati resti archeologici risalenti ad un periodo compreso fra i 53.000 ed i 40.000 anni fa. Quando arrivarono i primi coloni europei, essi si stabilirono in altre zone della regione di Perth a causa della poca fertilità del suolo di Bayswater. Le cose cambiarono nella seconda metà del XIX secolo grazie alla scoperta dell'oro nella parte orientale dello Stato ed al conseguente afflusso di cercatori da ogni parte del mondo.
Morley rimase comunque per lungo tempo una comunità prevalentemente rurale, con alterne fortune fino alla Seconda guerra mondiale. A partire dagli anni cinquanta del secolo scorso, iniziò un tumultuoso sviluppo che portò la città da centro agricolo ad essere un centro la cui economia è basata prevalentemente sui servizi commerciali, favorita anche dal fatto di essere molto vicina al distretto degli affari di Perth.